# Real Fábrica de Naipes
La Real Fábrica de Naipes fue una fábrica que funcionó a finales del siglo XVIII en Macharaviaya, en la provincia de Málaga (España).

## Historia
José de Gálvez, tan pronto fue nombrado ministro de Indias y tras su vuelta de América en 1772, planeó instalar una fábrica de naipes en su villa natal, su producción iría destinada para usos exclusivo de las colonias americanas. 
Con la creación se pensó que la Real Hacienda saldría muy beneficiada y Gálvez estaba muy ilusionado sobre la repercusión que esta empresa tendría en su pueblo, no tuvo en cuenta la falta de materia prima del lugar (papel) ni la carencia de infraestructuras de la población, ni siquiera tuvo en cuenta el hecho de que habitaran en el pueblo 68 vecinos.
El 12 de agosto de 1776, fue aprobado mediante Real Cédula, el establecimiento de una fábrica de naipes en Macharaviaya. Como director fue nombrado Félix Solecio, por un periodo de diez años. Se recogía en la Real Cédula la necesidad de abrir molinos de papel en los sitios que hubiera abundante madera, este hecho contribuyó decisivamente al nacimiento de la localidad de Arroyo de la Miel.
Vinieron al pueblo unas 60 familias en donde la mayoría eran italianos y entre ellos dibujantes y artesanos. La fábrica estaba capacitada para hacer 30.000 mazos anuales en régimen de monopolio para las Indias. 
El primer contrato que se hizo fue el 21 de agosto de 1776, y que se fue renovando en los años de 1781, 1784 y 1798. Algún tiempo después la mala distribución, problemas de transportes y la competencia desleal de las fábricas piratas, hicieron que la fábrica tuviera que ser clausurada el 6 de octubre de 1791. Protestaron otros fabricantes y el propio ayuntamiento en 1792, quedando la fábrica cerrada hasta 1799. 
En 1809 se hace en nombre de su hijo menor Nicolás Solecio Miró y su yerno Braulio Hernández Correa. Durante la Guerra de la Independencia Española la Fábrica pasó por graves dificultades y Solecio pidió ayuda al gobernador de Málaga, con objeto de proporcionarse trigo con que alimentar a sus trabajadores. Y aunque la fábrica se reabrió por los hijos de Félix Solecio (Félix, Leonardo y Félix María), fue de mal en peor y hubo de cerrar definitivamente en 1815, tras la muerte de Félix Solecio y el desestanco de los naipes en 1811 por orden de José Bonaparte.
Por Real Orden de 1815, se produjo la supresión del estanco y se liberalizó el comercio del naipe, este hecho y la pérdida de las colonias americanas motivo el cierre de la fábrica y su venta en pública subasta por 60.000 reales.
En los 39 años de su funcionamiento creó una importante cantidad de puestos de trabajo que hizo subir el nivel de vida de los vecinos de Macharaviaya. Actualmente el antiguo edificio de la Real Fábrica de Naipes está ocupado por viviendas privadas.